# Isthmura
Isthmura é um género de anfíbios da família Plethodontidae. É endémico do México.

## Espécies
- Isthmura bellii (Gray, 1850)
- Isthmura boneti (Alvarez and Martín, 1967)
- Isthmura corrugata Sandoval-Comte, Pineda-Arredondo, Rovito, and Luría-Manzano, 2017
- Isthmura gigantea (Taylor, 1939)
- Isthmura maxima (Parra-Olea, García-París, Papenfuss, and Wake, 2005)
- Isthmura naucampatepetl (Parra-Olea, Papenfuss, and Wake, 2001)
- Isthmura sierraoccidentalis (Lowe, Jones, and Wright, 1968)